# Стойко Чавдаров
Стойко Минков Чавдаров е български политик от БКП.

## Биография
Роден е на 20 май 1926 г. в ловешкото село Добродан. От 1941 г. е член на РМС, а от 1946 г. и на БКП. Като ученик се включва и е отговорник на нелегална група на РМС. През 1943 г. е арестуван и осъден. След 9 септември 1944 г. завършва електроинженерство. Работи в ТЕЦ „Марица Изток“ и МК „Кремиковци“ като главен инженер. Известно време е инструктор в ЦК на БКП, заместник-министър на машиностроенето и генерален директор на ДСО „Изот“. През 1973 г. започва работа като старши съветник в Министерския съвет. Бил е член на районен комитет в София и член на Градския комитет на БКП в града. От 25 април 1971 до 4 април 1981 г. е кандидат-член на ЦК на БКП.